# St. Andrä (Brixen)

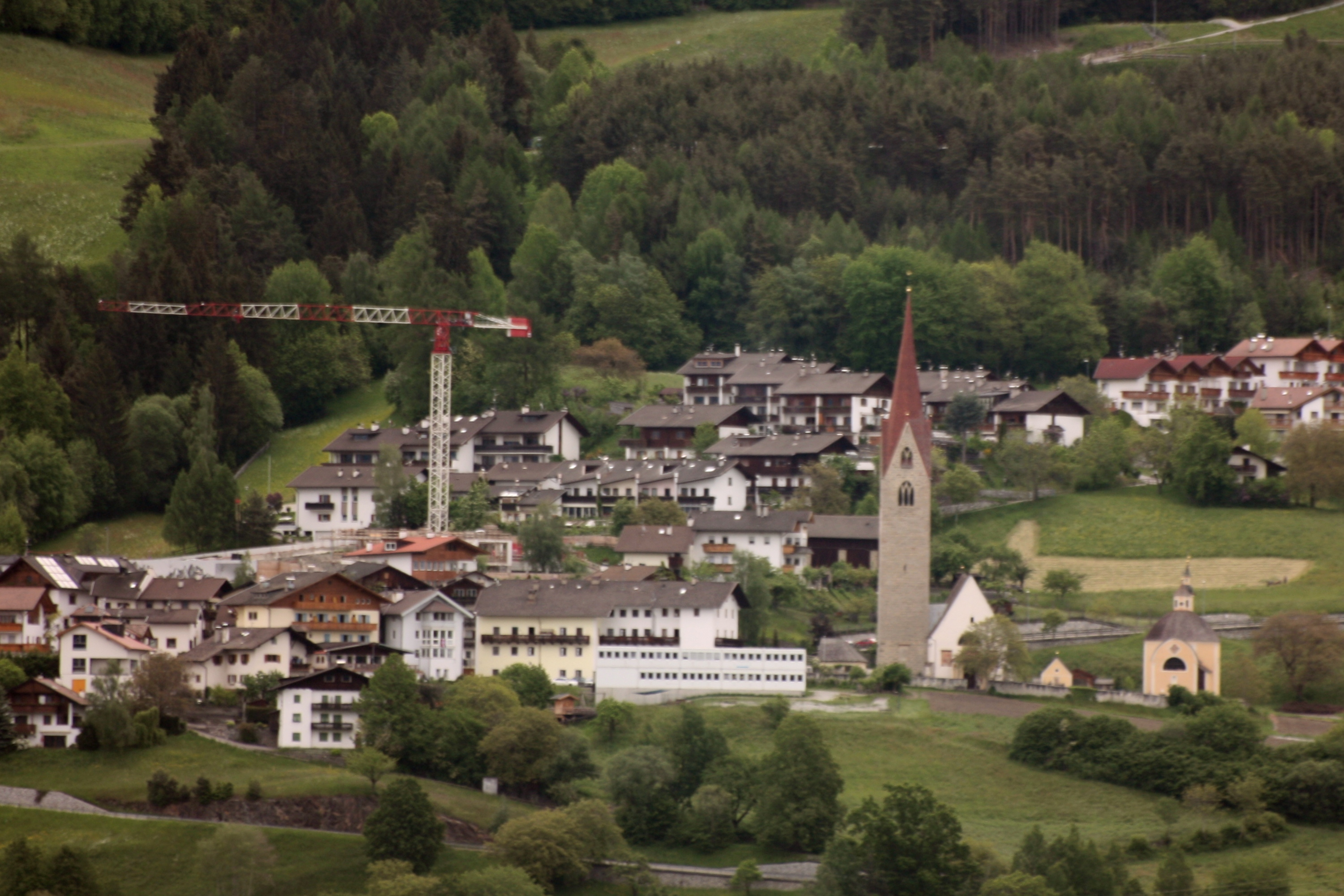
Blick über St. Andrä

St. Andrä (lokal auch St. Anders genannt; italienisch Sant’Andrea) ist eine Fraktion der Südtiroler Stadt und Gemeinde Brixen in Italien.

## Geographie
St. Andrä liegt auf der östlichen Talflanke des Eisacktals auf einer Mittelgebirgsterrasse des Brixner Hausbergs Plose auf 970 m s.l.m. In St. Andrä befindet sich die Talstation der Plosebahn, die ins Plose-Skigebiet führt. Für den Kraftverkehr ist St. Andrä durch die vom Brixner Talkessel heraufkommende Landesstraße 29 erschlossen, die anschließend weiter zum Kofeljoch und Würzjoch führt und somit das Eisacktal mit dem Gadertal verbindet.

## Geschichte
Zum ersten Mal erwähnt wurde die Pfarrei St. Andrä im Jahr 1174 (in Monte), bei ihrer Übertragung durch Bischof Richer von Brixen an das Brixner Heilig-Kreuz-Spital. In den folgenden 500 Jahren wurden verschiedene Kirchen in St. Andrä und den umliegenden Ortschaften Karnol (St.-Johannes-Kapelle, bereits am 20. März 1141 durch Bischof Hartmann von Brixen konsekriert), St. Leonhard, Mellaun und Plabach geweiht. 1809 wurden infolge des Tiroler Aufstandes einige „Berger“ (u. a. Johann Kircher) auf dem Domplatz in Brixen erschossen. Dabei wurden auch der Monstrolerhof und das St.-Valentins-Kirchlein niedergebrannt. Der berühmte Komponist Vinzenz Goller wurde 1873 in St. Andrä als Sohn eines Lehrers geboren. 30 Jahre später wurde die Straße von Brixen ins Dorf und nach St. Leonhard fertiggestellt.
In der Zeit des Faschismus wurden in vielen Bauernhöfen Katakombenschulen eingerichtet, in denen die Kinder auf Deutsch unterrichtet wurden, da in den öffentlichen Schulen nur mehr das Unterrichten auf Italienisch erlaubt war. 1929 wurde die Gemeinde St. Andrä um Afers vergrößert, ehe sie 1941 selbst nach Brixen eingemeindet wurde.
1979 wurde die Partnerschaft zwischen Marquartstein und St. Andrä besiegelt.

## Bildung
In St. Andrä gibt es eine Grundschule für die deutsche Sprachgruppe.

## Persönlichkeiten
St. Andrä ist der Geburtsort des Komponisten Vinzenz Goller (1873–1953) und des Südtirolaktivisten Anton Gostner (1923–1962) sowie der Heimatort des Medizintechnikers Hubert Egger (1964).

## Die Pfarrgemeinde
Zur Pfarrgemeinde St. Andrä zählen mehrere Kirchen. Neben der Pfarrkirche zum heiligen Andreas gehören zur Gemeinde die Maria-Hilf-Kapelle am Friedhof, die St.-Nikolaus-Kirche in Klerant, die St.-Johannes-der-Evangelist-Kirche in Mellaun, die St.-Johannes-der-Täufer-Kirche und die Kirche in St. Leonhard.

## Die Pfarrkirche zum Heiligen Andreas
Die Kirche zum Heiligen Andreas liegt im Hauptort St. Andrä und besitzt einen kleinen Friedhof. Die ursprünglich romanische Kirche wurde 1459 spätgotisch umgebaut. Im 18. Jahrhundert wurde der damals gotische Bau barockisiert. Dabei malte Jakob Jennewein außen die Kirchenuhr und schuf im Inneren die farbigen und bewegten Deckenmalereien. Um das Jahr 1770 erhielt die Kirche durch Franz Singer eine Stuckierung. 1930 musste sie umfassend renoviert werden.

## Vereinsleben
Im Ort gibt es mehrere Vereine, etwa den Amateursportclub (ASC) Plose, die Schützen, die Freiwillige Feuerwehr und die Musikkapelle.